# Domingo Gigante
Fue uno un programa de concurso y variedades de la televisión colombiana, presentado por Jota Mario Valencia y emitido los domingos por las programadoras GEGAR Televisión (1986-1989), y Caracol Televisión (1989-1994).
Apareció por primera vez el 20 de abril de 1986, en reemplazo del tradicional "Animalandia", que había sido creado por el empresario Germán García y García (propietario de GEGAR Televisión), y que a pesar de haber estado al aire desde 1968, ya venía en decadencia y con poca sintonía en comparación a su época de auge en los años 70. Duante algunos meses se llamó Domingos Gigantes (en plural), pues era prácticamente la versión dominical de un espacio sabatino que antes tuvo su presentador, y que se llamaba "Sábados de Locura". Al cambiar la licitación y adjudicarse una nueva parrilla de programación, en julio de 1987, el nombre se dejó en singular y quedó simplemente como Domingo Gigante.
Cuando Valencia fue contratado por Caracol Televisión, y ante las críticas por su parecido con el famoso Show de Don Francisco, se decidió rebautizarlo como Dominguísimo, en 1989. Esta nueva versión ganó dos Premios India Catalina en la categoría de mejor programa concurso y de mejor presentador. Por un breve lapso, Jota Mario fue sustituido por Armando Plata Camacho.  Para la licitación de 1992 pasó a llamarse Domingol. En 1994 se convirtió en Súper Domingo y se emitió en la tarde. Ese mismo año, Jota Mario Valencia se fue a Ecuador para presentar y dirigir un nuevo Dominguísimo en ese país.
Durante su existencia, el programa mantuvo una estructura similar, con juegos en los que participaban los asistentes escogidos de entre el público, en secciones como "Acierte el número", "El día en que usted nació", "Cante la palabra", "La verdad y la mentira", "¿Dónde está la bolita?", "Todo o nada" o "El diccionario". También había otras en las que los participantes se inscribían previamente para competir, como "El Novio Chévere", "La Suegra Genial" y la más conocida de todas: "Solteros sin compromiso". Ocasionalmente hacían aparición en el programa algunos cantantes y comediantes para presentar sus espectáculos.